# دیوید برسفورد
دیوید برسفورد (انگلیسی: David Beresford؛ زادهٔ ۱۱ نوامبر ۱۹۷۶) بازیکن فوتبال اهل بریتانیا است.
از باشگاه‌هایی که در آن بازی کرده‌است می‌توان به باشگاه فوتبال پرستون نورث اند، باشگاه فوتبال اولدهام اتلتیک، باشگاه فوتبال ترانمره راورز، باشگاه فوتبال هال سیتی، باشگاه فوتبال مکلسفیلد تاون، باشگاه فوتبال سوانزی سیتی، باشگاه فوتبال پلیموث آرگیل، باشگاه فوتبال هادرزفیلد تاون، و باشگاه فوتبال پورت ویل اشاره کرد.
وی همچنین در تیم‌های ملی فوتبال تیم ملی فوتبال زیر 16 سال انگلیس، زیر ۱۷ سال انگلستان، و زیر ۱۸ سال انگلستان بازی کرده‌است.